# Markowa (Irkutsk)
Markowa (russisch Ма́ркова) ist eine Siedlung städtischen Typs in der Oblast Irkutsk in Russland mit 9894 Einwohnern (Stand 14. Oktober 2010).

## Geographie
Der Ort liegt im Rajon Irkutski und ist ein Vorort des Oblast- und Rajonverwaltungszentrums Irkutsk, etwa 10 km Luftlinie südwestlich des Stadtzentrums am linken Ufer der Kaja, eines kleinen rechten Nebenflusses des Irkut.
Markowa ist Sitz des „munizipalen Gebildes“ Markowskoje munizipalnoje obrasowanije mit dem Status einer Stadtgemeinde (gorodskoje posselenije), zu der außerdem das Dorf Nowogrudinina und die Siedlung Pad Melnitschnaja gehören (entsprechend 16 und 13 km südöstlich am linken Ufer des Irkutsker Stausees der Angara).

## Geschichte
Der Ort wurde 1793 gegründet und möglicherweise nach einem verbannten Polen namens Mark Sawinski als erstem Siedler benannt. Ab den 1950er-Jahren entstanden im Ort größere landwirtschaftliche Betriebe vorrangig für die Versorgung der nahen Großstadt Irkutsk, und am 10. September 1984 erhielt Markowa den Status einer Siedlung städtischen Typs. In Folge entwickelte sich die Siedlung auch zu einem Wohnvorort von Irkutsk.

### Bevölkerungsentwicklung
| Jahr | Einwohner |
| ---- | --------- |
| 1989 | 2569      |
| 2002 | 6509      |
| 2010 | 9894      |

Anmerkung: Volkszählungsdaten

## Verkehr
Nach Markowa führt eine Straße von der etwa 5 km nordwestlich vorbeiführenden föderalen Fernstraße R258, die von Irkutsk über Ulan-Ude nach Tschita führt und Teil der transkontinentalen Straßenverbindung ist. Der Fernstraße folgt dort die Transsibirische Eisenbahn, mit Smolenschtschina als nächstgelegenem Haltepunkt.